# ベンショ塚古墳
ベンショ塚古墳（ベンショづかこふん）は、奈良県奈良市山町にある古墳。形状は前方後円墳。史跡指定はされていない。出土品は奈良市指定有形文化財に指定されている。

## 概要
奈良盆地東縁、山村丘陵西端の位置に築造された古墳である。古墳名の由来は明らかでなく、現在の前方部墳丘は大きく削平され、後円部墳頂には稲荷社が祀られる。1990年（平成2年）に稲荷社建設に伴う発掘調査が実施されている。
墳形は前方後円形で、前方部を西方向に向ける。墳丘は、後円部では3段築成で、前方部は削平のため明らかでない。墳丘外表では、1段目平坦面では円筒埴輪列（朝顔形埴輪含む）されているほか、墳頂部では形象埴輪（家形・蓋形・盾形・靫形・甲冑形?・鶏形埴輪）の配列が存在したとみられ、その他に須恵器が確認されているが、葺石は認められていない。墳丘周囲には幅約18メートルの馬蹄形（盾形）の周濠が巡らされる。埋葬施設は後円部墳頂における3基で、いずれも盗掘および稲荷社建設で全体像が明らかでなく、第1埋葬施設は構造不明、第2・第3埋葬施設は粘土槨である。副葬品として、第2埋葬施設からは甲冑一式・馬具一式のほか玉類・武器・工具・針状鉄器が、第3埋葬施設からは玉類・針状鉄器が出土している。特に、第2埋葬施設の甲冑は革綴から鋲留への移行過程を示す点、馬具は加耶との関係を示唆する初源例である点、長頸鏃は最古相の型式である点、砥石は全国最大級の大きさである点で注目される。
築造時期は、古墳時代中期の5世紀前半頃と推定され（第1埋葬施設）、5世紀中葉にかけて追葬がなされたと推測される（第2・第3埋葬施設）。豊富かつ最新式の副葬品を伴う前方後円墳として帯解地域の首長墳と位置づけられ、後続する円照寺墓山古墳群でも小規模古墳ながら武具を伴うことから、同古墳群とともに武装的な性格が示唆される。また、帯解地域の首長墳としては最古級になることから、当地の古代氏族であるワニ氏（和珥氏/丸邇氏/和邇氏/丸氏）ないしワニ系氏族の大宅氏の始祖的首長としての被葬者像が指摘される。
第2埋葬施設の出土品は1997年（平成9年）に奈良市指定有形文化財に指定されている。

## 遺跡歴
- 戦中戦後、土取りで前方部墳丘の削平か[1]。
- 1953年（昭和28年）の『帯解町郷土誌』に「ベンショウ山」・「ベンショウ塚」として記載[1]。
- 1969年（昭和44年）の大和都市計画図には「弁照塚」として記載[1]。
- 1990年（平成2年）、稲荷社建設に伴う発掘調査、副葬品出土：第1次調査（奈良市教育委員会、1991年に概要報告・2022年に本報告）[2][1]。
- 1997年（平成9年）4月16日、第2埋葬施設出土品が奈良市指定有形文化財に指定。

## 墳丘

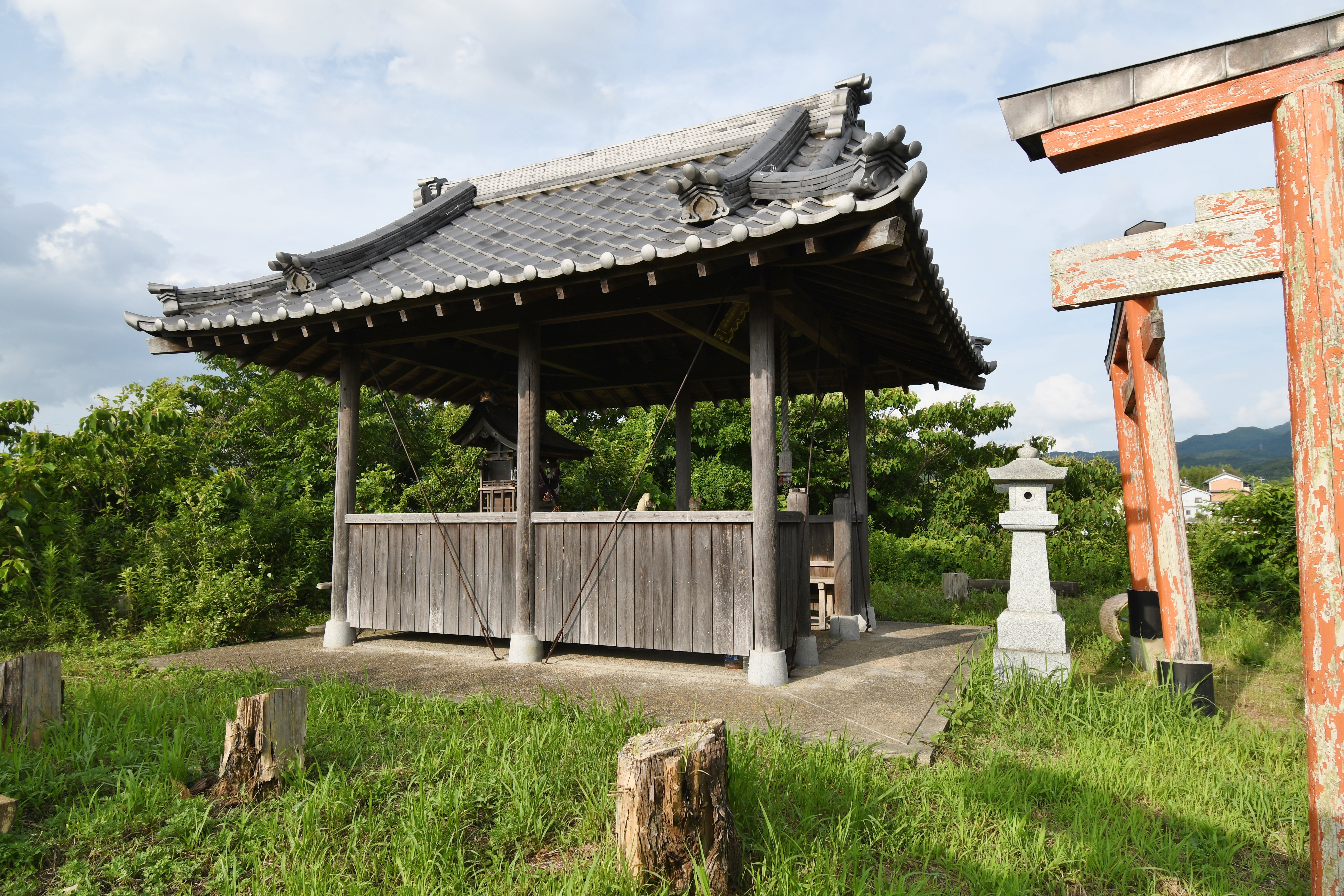
後円部墳頂の稲荷社

墳丘の規模は次の通り。
- 古墳総長：約106メートル - 周濠を含めた全長。
- 墳丘長：推定復元約70メートル

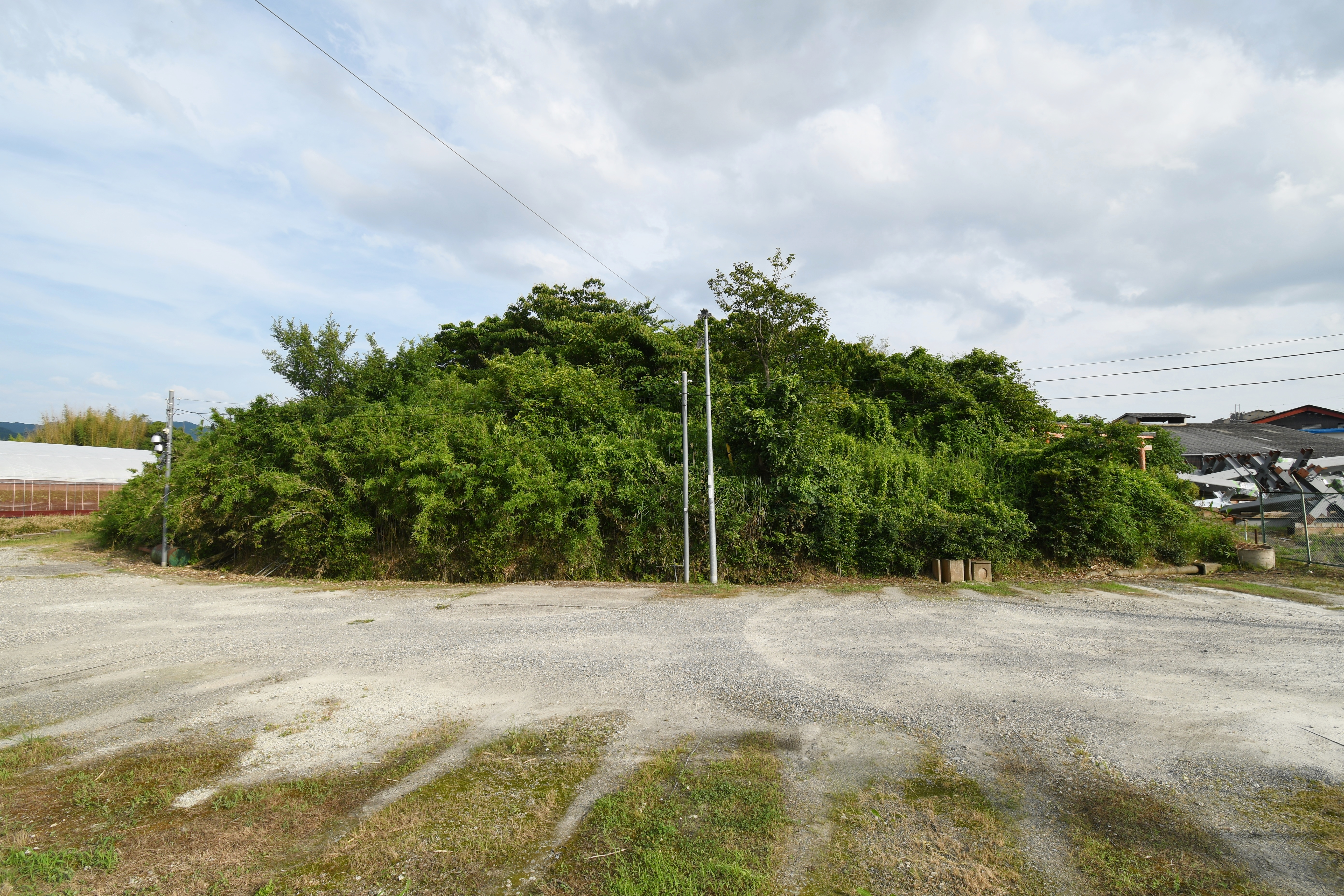
後円部 - 3段築成。
  - 直径：約38メートル
  - 高さ：6メートル
- 前方部
  - 長さ：20メートル以上

墳丘1段目平坦面では円筒埴輪・朝顔形埴輪の配列が確認されているが、2段目平坦面での有無は明らかでない。墳丘周囲には幅約18メートルの馬蹄形（盾形）の周濠が巡らされるが、周濠部分は未調査のため詳らかでない。
- 後円部墳丘

## 埋葬施設
埋葬施設として、後円部墳頂において3基が確認されている。中央に第1埋葬施設、その南側に第2埋葬施設、東側に第3埋葬施設が位置する。第1・2埋葬施設の主軸は墳丘主軸と平行する東西方向、第3埋葬施設は直交する南北方向であることから、第1→第2→第3埋葬施設の順での構築とみられるが、いずれも稲荷社建設・盗掘で全体像は明らかでない。3基の内容は次の通り。
第1埋葬施設
後円部中央に位置する。主軸は東西方向。本調査前に稲荷社が建てられたため、詳細は明らかでない。墓坑は1段以上の段をもつ。大部分は盗掘に遭っており、盗掘坑から短甲・頸甲・鉄鏃・鉄鎌玉類が出土している。
第2埋葬施設
第1埋葬施設の南側に位置する。主軸は東西方向。中央部に稲荷社が建てられているため、部分的な調査である。粘土槨で、一部は盗掘に遭っている。
墓坑はやや不整形な長方形で、長さ6.36メートル・復元幅2.4メートルを測る。墓坑内側を一段深く掘り下げ、木棺を据えて棺側・小口部に粘土を貼ったとみられ、簡略化された粘土槨になる。木棺は腐朽しているが、痕跡から割竹形木棺を据えたとみられ、長さ3.52メートル・復元幅0.8メートルを測る。
東頭位とみられ、棺内の東小口付近ではガラス小玉多数・針状鉄器（木質・布痕跡付着：木箱や布袋か）が出土している。棺東小口の外側では馬具（鞍金具・雲珠）が出土し、棺外南側では鉄剣（ヤリ）・革盾（漆膜のみ、棺蓋上に置いたものか）が出土している。西小口付近では、棺内から甲冑・鉄鏃・工具が、棺外から砥石が出土している。
第3埋葬施設
第1埋葬施設の東側に位置する。主軸は南北方向。粘土槨で、盗掘のため南半は失われている。
墓坑は長方形で、残存長3.1メートル・復元幅2.3メートルを測る。墓坑内やや東寄りには木棺を据え、木棺側・小口部に粘土を貼ったとみられ、第2埋葬施設同様の粘土槨になる。木棺は痕跡から割竹形木棺とみられ、残存長1.0メートル・幅0.5メートルを測る。棺内埋土からは勾玉・ガラス小玉・臼玉・紡錘車形模造品・有孔円板・針状鉄器が出土し、そのうち棺底面からは勾玉・有孔円板が１点ずつで、その他は埋土の洗浄で確認されている。副葬品の内容は、第2埋葬施設と第3埋葬施設で共通性が認められる。
なお、撹乱から出土したガラス丸玉はいずれの埋葬施設よりも新しい様相であることから、未調査の第1埋葬施設北側部分に第4埋葬施設が存在する可能性や、埋葬後に墳頂部で追祭祀がおこなわれた可能性が指摘される。

## 出土品

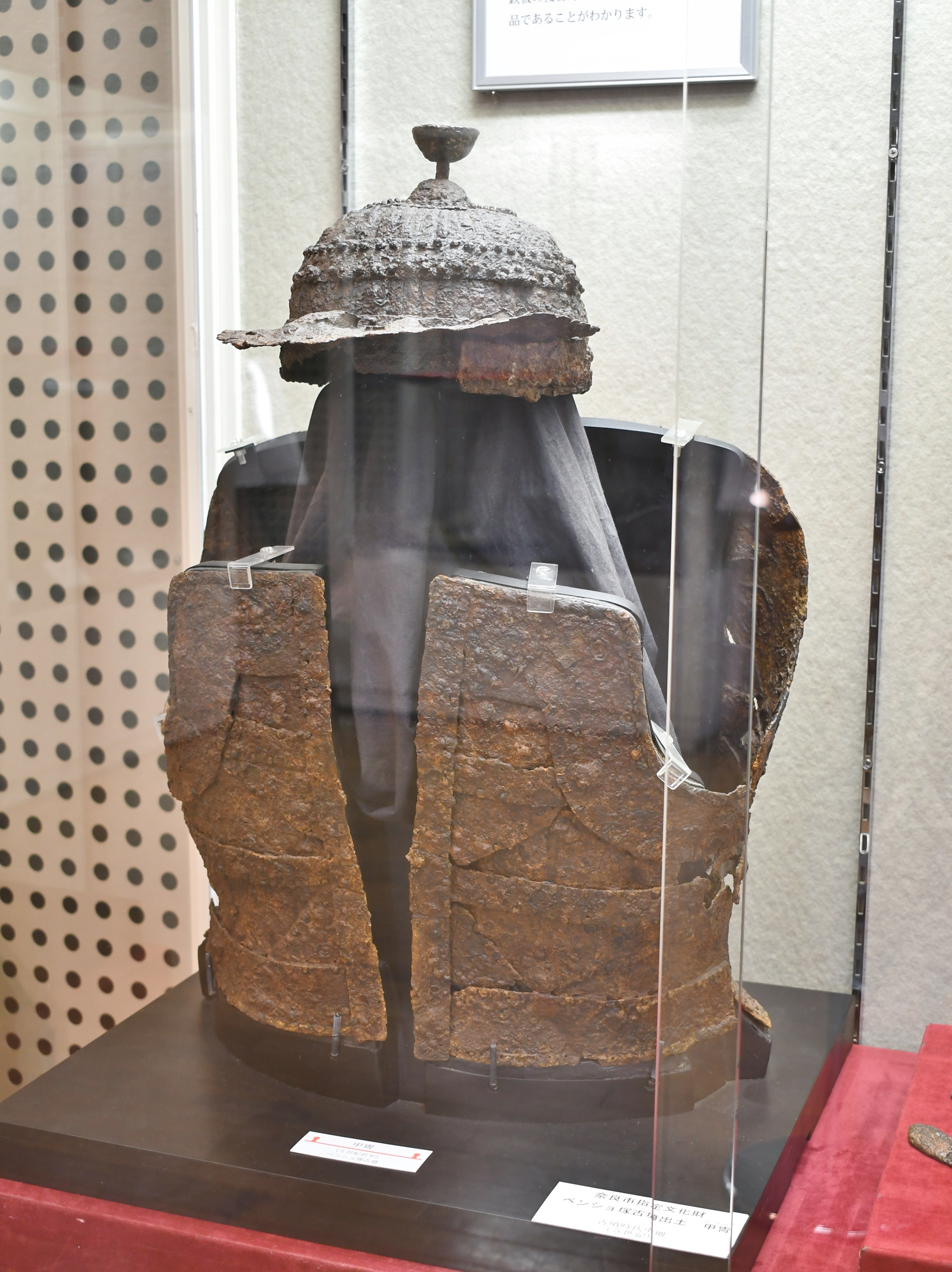
甲冑奈良市埋蔵文化財調査センター展示（他画像も同様）。

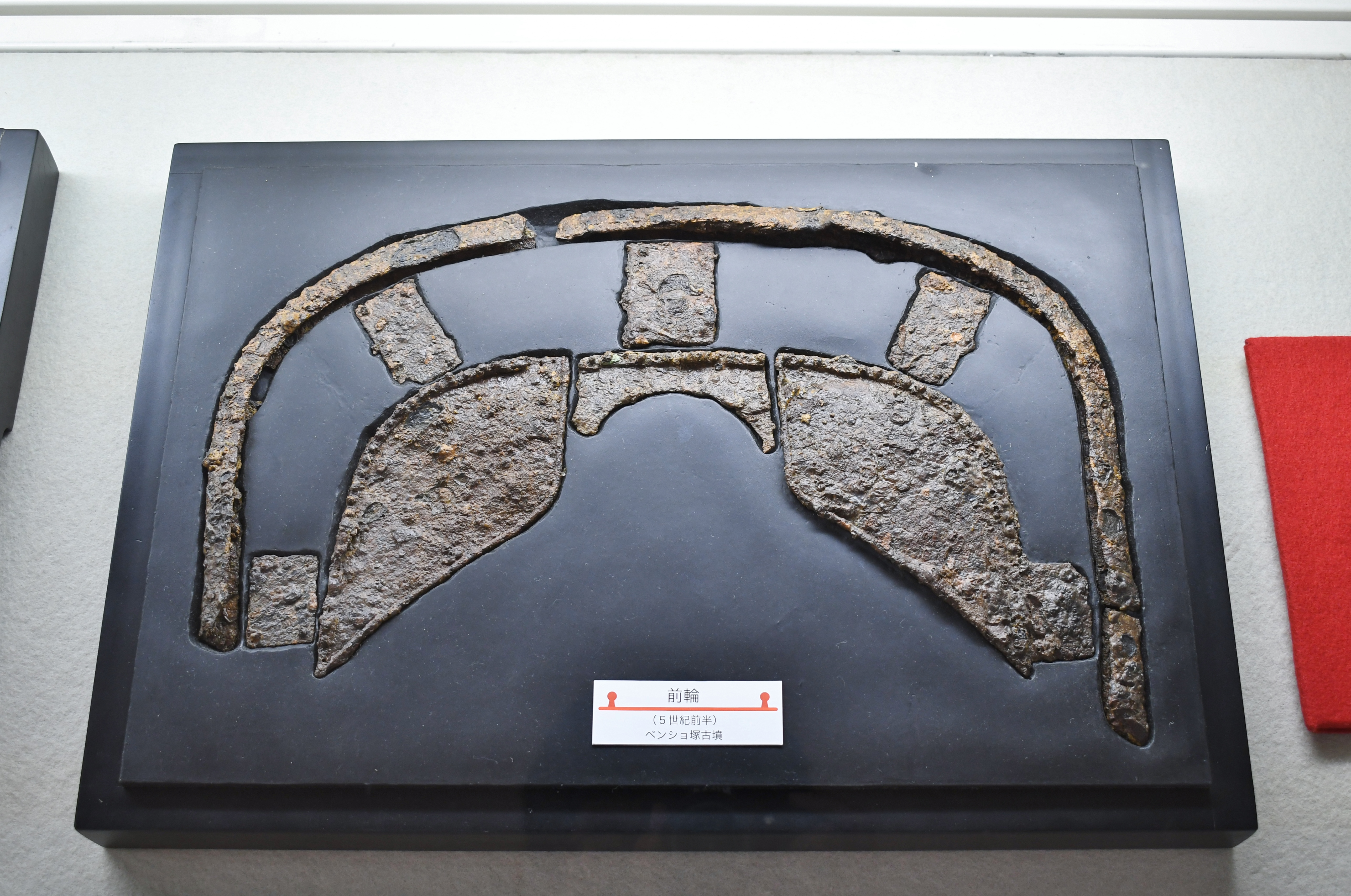
馬具 鞍金具前輪

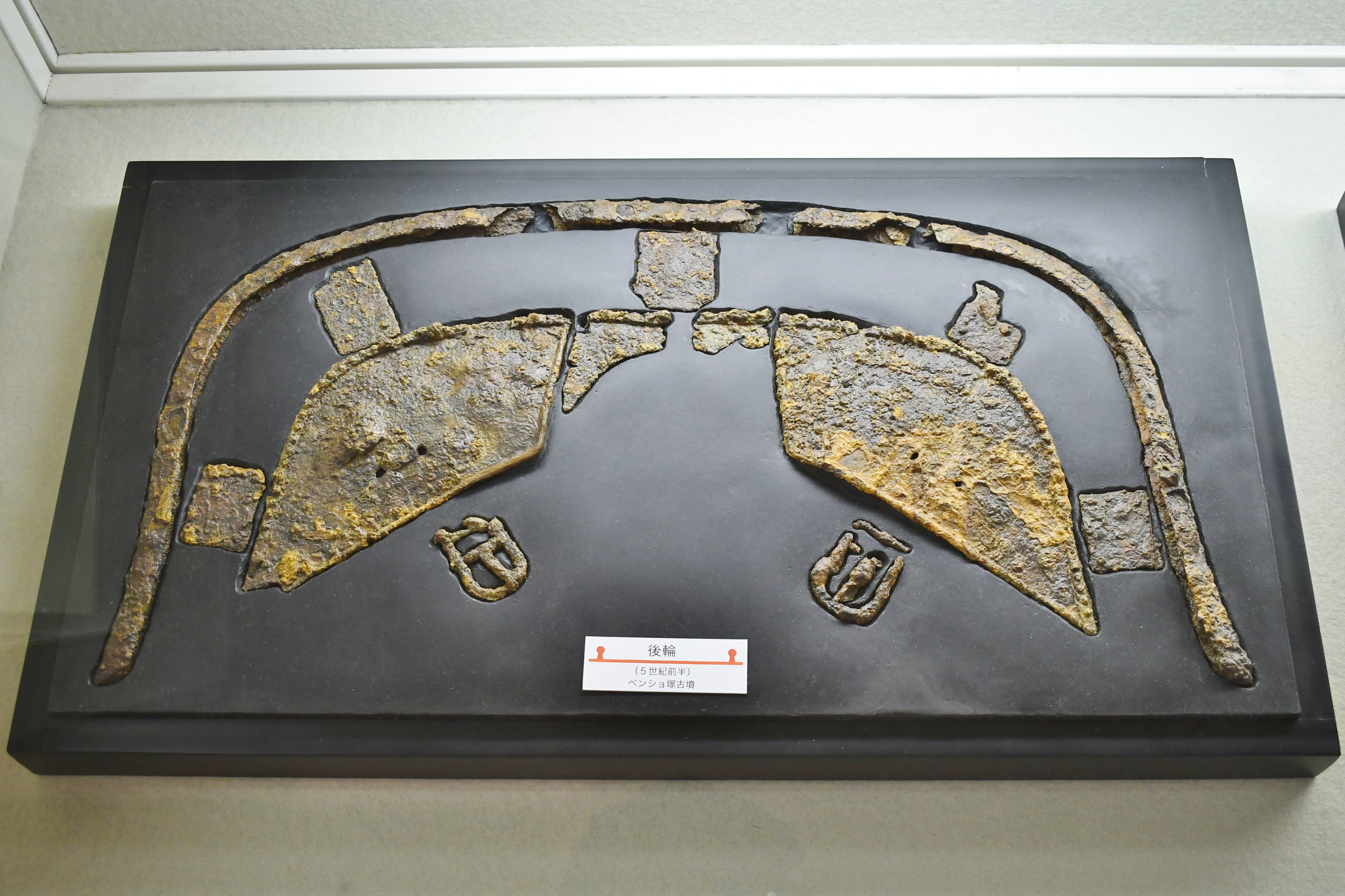
馬具 鞍金具後輪

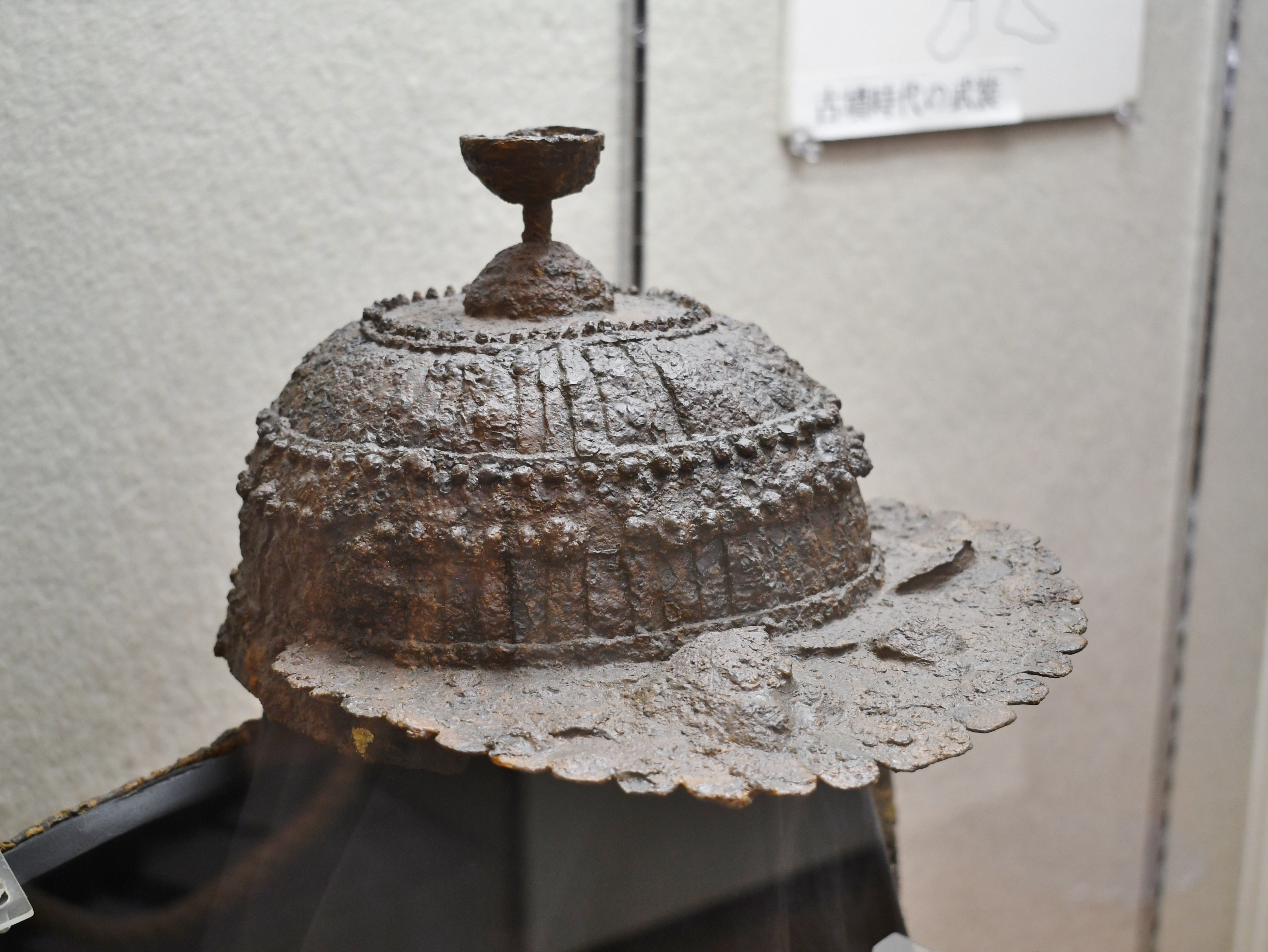
小札鋲留眉庇付胄
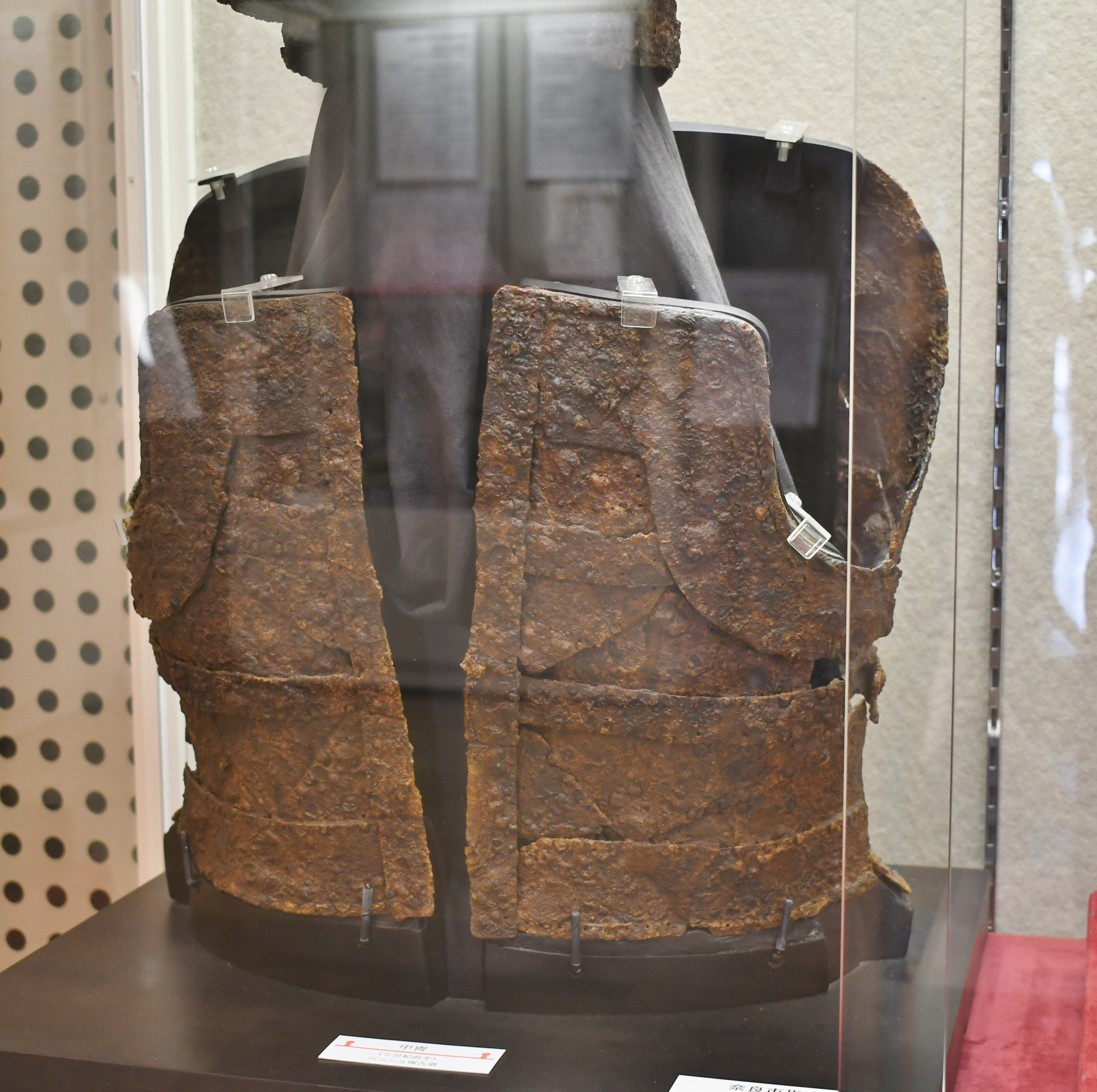
三角板革綴短甲
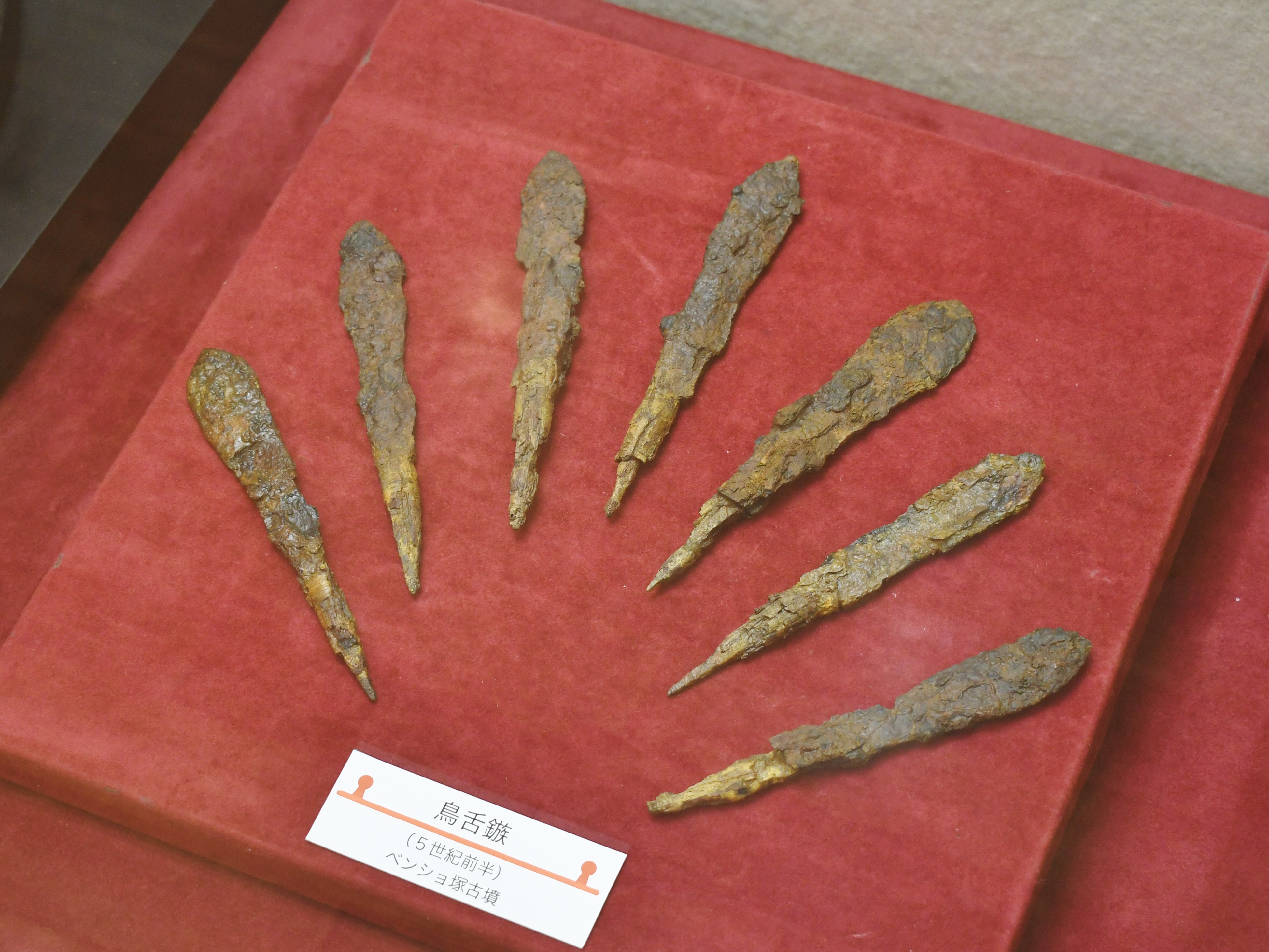
鳥舌鏃
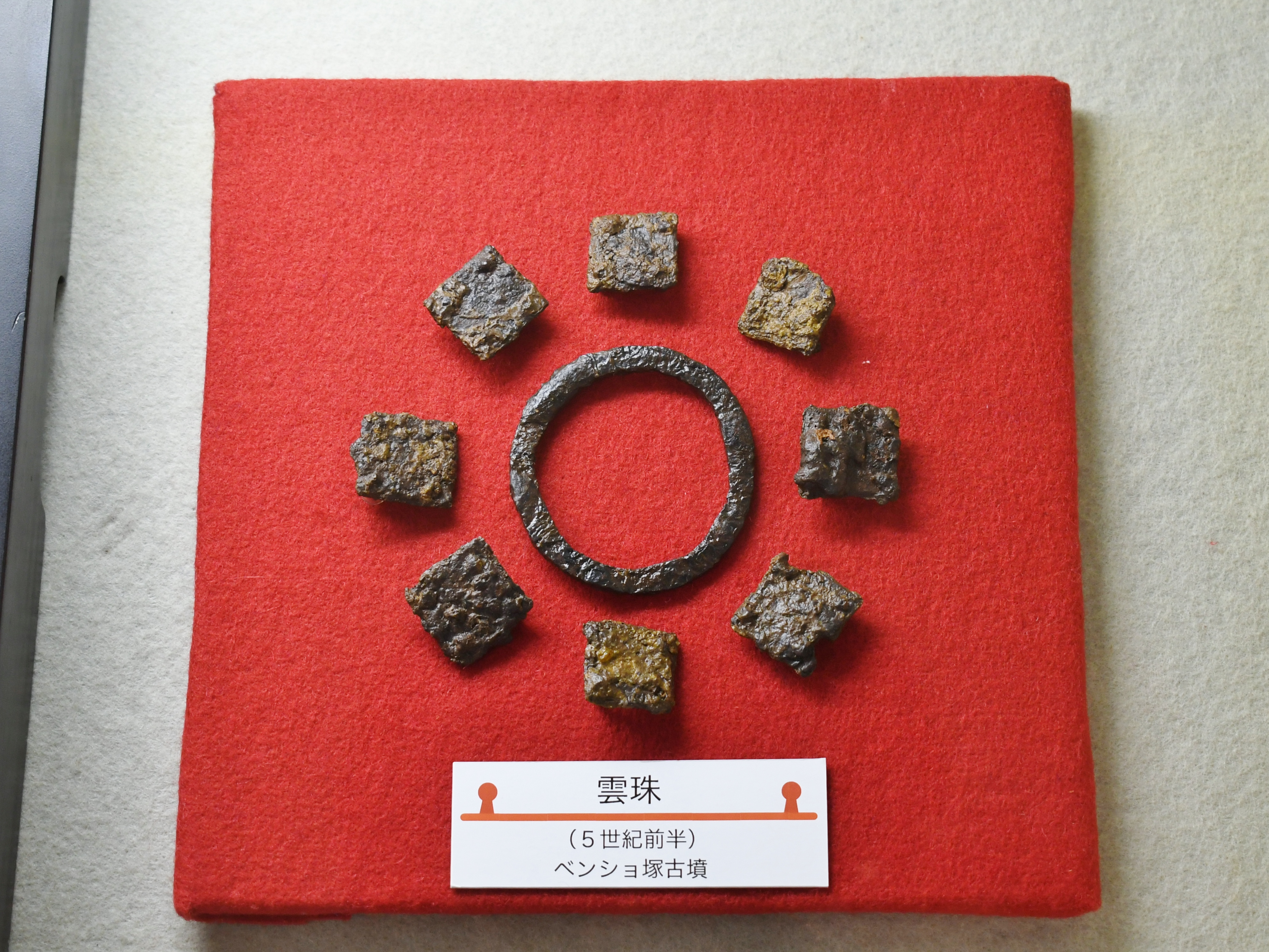
馬具 雲珠

平成2年の調査で出土した副葬品は次の通り。
- 第1埋葬施設上撹乱出土
  - 甲冑片 5
  - 鉄鏃 8
  - 鉄鎌 12
  - ガラス丸玉 3
  - 管玉 8
- 第2埋葬施設出土
  - ガラス小玉 234
  - 武器
    - 鉄鏃 69 - 鳥舌鏃42、長頸鏃27。
    - 鉄剣（ヤリ） 1

  - 甲冑
    - 鉄製三角板革綴短甲 1
    - 鉄製小札鋲留眉庇付胄 1

  - 馬具
    - 鞍金具 一式
    - 雲珠 一式
    - 鉸具 2

  - 工具
    - 鉄斧 1
    - 鉄鑿 4

  - 針状鉄器 13
  - 砥石 1
- 第3埋葬施設出土
  - 滑石製玉類
    - 勾玉 23
    - 臼玉 101
    - 紡錘車形模造品 9
    - 有孔円板 7

  - ガラス小玉 11
  - 針状鉄器片 11

以上のうち、第2埋葬施設の甲冑は小札鋲留眉庇付冑と三角板革綴短甲の組み合わせであり、革綴から鋲留への移行過程を示すものとして注目される。また馬具は国内に類例のない型式であり、加耶との関係を示唆する初源例とされ、長頸鏃も最古相の型式になる。砥石は全国的にも最大級の大きさである。
また五島美術館（東京都世田谷区）では、「伝山村出土鏡」として2面が所蔵されている。そのうち三角縁吾作盤龍座画像鏡は、打撃点・鉄錆から盗掘品とみられ、元はベンショ塚古墳の副葬品であった可能性が指摘される。もう1面の六鈴乳脚文鏡は、ベンショ塚古墳より新しい様相になる（ただし推定第4埋葬施設の副葬品の可能性が残る）。
- 小札鋲留眉庇付胄
- 三角板革綴短甲
- 鳥舌鏃
- 馬具 雲珠

## 文化財

### 奈良市指定文化財
- 有形文化財
  - ベンショ塚古墳出土品（考古資料） - 第2埋葬施設出土。奈良市埋蔵文化財調査センター保管。1997年（平成9年）4月16日指定。
    - 甲冑 1領
    - 槍先 1本
    - 鏃 一括
    - 馬具 1組
    - 鑿 4本
    - 斧 1本
    - 針 一括
    - 砥石 1個
    - 小玉 245個

## 関連施設
- 奈良市埋蔵文化財調査センター（奈良市大安寺西） - ベンショ塚古墳の出土品を保管。

## 関連文献
（記事執筆に使用していない関連文献）
- 『奈良市史』 考古編、奈良市、1968年。
- 森下浩行「奈良市ベンショ塚古墳出土の馬具」『奈良市埋蔵文化財調査センター紀要 2001』、奈良市教育委員会、2002年3月28日、1-12頁。 - リンクは奈良文化財研究所「全国文化財総覧」。